# Бучар, Франце
Франце Бучар (словен. France Bučar; 2 февраля 1923, Бохиньска-Быстрица, Королевство Сербов, Хорватов и Словенцев — 21 октября 2015, Бохиньска-Быстрица, Словения) — словенский государственный деятель, юрист и литератор, председатель Государственного собрания Словении (1990—1992).

## Биография
После окончания института Святого Станислава в Щентвиде близ Любляны, он поступил на юридический факультет Люблянского университета. После вторжения фашистов в Югославию вступил в ряды Освободительного фронта Словении. В мае 1942 г. был арестован итальянскими фашистскими властями и отправлен в концентрационный лагерь Гонарс. После объявления перемирия между Италией и Союзниками во Второй мировой войне в сентябре 1943 г. вернулся домой, но вскоре был вновь арестован нацистами. В июле 1944 г. ему удалось бежать и он присоединился к партизанскому сопротивлению в южной части Каринтии. В 1944 г. он вступил в Коммунистическую партию Словении, после получения гарантий, что сможет сохранить римско-католическую религиозную принадлежность. В мае 1945 г. был в составе военной части, которая освободила Клагенфурт.
После окончания войны служил в составе дивизии словенского корпуса национальной обороны (позднее переименованный в Отделение по защите народа — ОЗНА), югославский военной службе контрразведки. Был демобилизован в 1946 г. В 1947 г. окончил юридический факультет Люблянского университета. С 1947 по 1956 гг. работал в качестве эксперта по вопросам экономического права в правительстве Социалистической Республики Словении. В 1956 г. ему была присвоена степень доктора философии Загребского университета и он переехал в Белград, где он работал в течение года в качестве консультанта в Министерстве внешней торговли. В 1957 г. он стал юридическим консультантом Народной Скупщины (парламента) Словении. В 1959 г. в рамках Эйзенхауэрской стипендии в порядке обмена в течение десяти месяцев стажировался в Филадельфийском университете.
В 1962 г. начал преподавательскую деятельность по специальности «государственное управление» на юридическом факультете Люблянского университета. В этот период начал открыто выражать свою критику отдельных аспектов югославской коммунистической системы, особенно чрезмерного централизма и не совсем успешной экономической интеграции различных регионов Югославии. В 1963 г. он был исключен из рядов коммунистической партии. Продолжая преподавать в университете, становился все более популярным среди студентов, расширив учебный курс за счет немарксистских социальных теорий, в частности, теории Макса Вебера. В отличие от многих университетских преподавателей испытывал скептическое отношение к студенческому движению в 1968—1972 гг.
После 1968 г. опубликовал множество статей, критикующих создание крупных бизнес-систем в Югославии, частые изменения нормативно-правовой базы и отсутствие четких обязанностей в процессах принятия решений. В 1976 г. он был уволен из университета и ему было запрещено публиковать статьи в течение пяти лет. В 1980 г. он начал сотрудничать с оппозиционным журналом Nova Revija. В начале 1988 года он был приглашен выступить в Европейском парламенте, его речь вызвала скандал в Югославии, поскольку он предложил блокировать всю экономическую помощь социалистическим странам Восточной Европы с тем, чтобы заставить их провести экономические и политические реформы.
В 1989 г. выступил одним из основателей Словенского демократического союза, одной из первых оппозиционных партий коммунистическому режиму в Словении. После победы оппозиции на первых свободных выборах в Словении в 1990 г. был избран председателем Национального собрания Словении. В качестве спикера парламента и члена Конституционного комитета сыграл решающую роль в принятии новой Конституции Словении. В этот период настоял на создание прочной правовой основы для независимости Словении от Югославии.
После раскола в Словенском демократическом союзе пошел к Демократическую партию во главе с Дмитрием Рупелем. В 1992 г. был вновь избран в Национальное собрание и стал председателем Комитета по контролю над секретными службами. В 1993 г. он вышел из партии, оставаясь независимым депутатом до выборов 1996 г.
В 1996 г. неудачно баллотировался на пост мэра Любляны при поддержке коалиции правоцентристских партий. В 2002 г. безуспешно баллотировался на пост президента Словении в качестве независимого кандидата.
До мая 2012 г. являлся президентом словенского отделения Панъевропейского союза.

## Основные труды
- «Наше будущее развитие», Любляна, 1961
- «Пути прогресса», Любляна, 1961
- «Какая экономическая система?» Любляна, 1963
- «Компании и общество», Любляна, 1972
- «Управление», Любляна, 1981
- «Реальность и Иллюзия», Марибор, 1986
- «Судьбоносные решения», Любляна, 1988
- «Перехрд Красного моря», Любляна, 1993
- «Узники прошлого», Любляна, 1995
- «Словения и европейские проблемы», Любляна, 1996
- «Демократия и кризис наших конституционных институтов», Любляна, 1998
- «Разрушенная гармония мира»; Добролюбов, 2003
- «На новых перекрестках»; Целе, 2006
- «Рождение нации», Радовлица, 2007
- «Словенцы и будущее», Радовлица, 2009
- «Основы нашей государственности», Любляна, 2012